# Andrej Grega
Andrej Grega (* 12. září 1950[zdroj?]) je český politik, na přelomu 20. a 21. století poslanec Poslanecké sněmovny za ČSSD.

## Biografie
V roce 1998 se profesně uvádí jako podnikatel.
Ve volbách v roce 1998 byl zvolen do poslanecké sněmovny za ČSSD (volební obvod Severočeský kraj). Byl členem sněmovního hospodářského výboru a v letech 2000-2002 i výboru mandátového a imunitního. Ve volbách v roce 2002 kandidoval, ale nebyl zvolen. Do sněmovny usedl až dodatečně jako náhradník v lednu 2006 poté, co rezignoval Michal Kraus. Zasedal v hospodářském výboru.
V dubnu 2006 vystoupil z ČSSD kvůli skandálu, kdy byl podezřelý, že coby předseda ČSSD v Jablonci nad Nisou naverboval do strany účelově asi stovku takzvaných černých duší. Grega obvinění odmítal, ale nechtěl poškozovat svou stranu před volbami. Rezignaci na poslanecký mandát ovšem odmítl.
V komunálních volbách roku 1994 a komunálních volbách roku 1998 neúspěšně kandidoval do zastupitelstva města Jablonec nad Nisou za ČSSD.